# Charlie Crossley
Charles Arthur Crossley (17 tháng 12 năm 1891 – 29 tháng 4 năm 1965) là một cầu thủ bóng đá người Anh thi đấu ở vị trí tiền đạo tầm xa cho Sunderland.